# Helmut Karner
Helmut F. Karner (* 22. Oktober 1947 in Baden bei Wien) ist ein österreichischer Lehrbeauftragter, Unternehmensberater und ehemaliger Manager.

## Ausbildung
Nach der Matura am BG/BRG Berndorf studierte Karner an der Technischen Universität Wien von 1965 bis 1971 Technische Mathematik und Informatik. Nach Abschluss des Studiums ergänzte er dieses mit dem Aufbaustudium (postgraduate) 'Internationale Studien' an der Universität Wien und besuchte im Zuge dessen auch Vorlesungen in Philosophie, Soziologie, Psychologie und Theologie.

## Tätigkeit in internationalen Unternehmen und als Manager
Er startete seine berufliche Karriere 1971 in der österreichischen Niederlassung des italienischen Büromaschinen- und Textverarbeitungs- und Informatik-Unternehmens Olivetti als System Engineer für Datenbank- und Kommunikations-Systeme, verblieb bis 1979 im Unternehmen und stieg dort zum Direktor für den Software-Bereich auf.
Von 1979 bis 1984 leitete er die Division European, African, Middle East Distributor Sales der amerikanischen Northern Telecom Inc.
1985 kehrte er wieder zu Olivetti zurück, wo er vorerst als Generaldirektor bis 1988 für die österreichische Niederlassung mit 250 Mitarbeitern und ca. 500 Mio. ATS verantwortlich war.
In den Jahren 1988 bis 1997 leitete er das Olivetti International Education Center (OIEC) in London, das der Konzern als Schulungs- und Ausbildungszentrum für Mitarbeiter aus insgesamt 37 Ländern sowie für seine Vertriebspartner und Kunden betrieb.

## Lehrtätigkeit, Ehrenämter und Unternehmensberatung
Karner habilitierte 1997 und begann seine Lehrtätigkeit als Gastprofessor an der Donau-Universität Krems, wo er bis heute unter anderem in den Bereichen Telekommunikation, Neue Medien, Digital Economy, Change Management, Globalisierung, Informations- und Wissens-Management, IT-Beratung und Supply Chain Management unterrichtet und Lehrveranstaltungen konzipiert. Als Mitglied des Gründungs-Konsortiums hatte er großen Anteil am Entstehen und an der Entwicklung dieser Hochschule. Für kurze Zeit war er 1998 auch an der Fachhochschule des Landes Techno-Z Salzburg als Dekan und Geschäftsführer tätig.
In seiner Lehrtätigkeit entwickelte er das klassische Konzept des Lieferketten-Managements in Richtung eines sog. 'Demand Cycle Management' weiter, in dem neben der Bedarfs-Situation eines Unternehmens weitere Aufgaben und Verantwortlichkeiten bis hin zum Recycling der eingesetzten und verarbeiteten Materialien berücksichtigt werden.
Daneben hielt er zahlreichen Gastvorlesungen und Lehrveranstaltungen an Universitäten, u. a. in Österreich, Kroatien, Italien und den USA.
Karner engagierte sich unter anderem im Föhrenberg-Kreis, einer Vereinigung von Unternehmern, Managern und Lehrenden, die sich zwischen 1992 und 2010 mit der nachhaltigen wirtschaftlichen Entwicklung Österreichs im Zusammenhang mit dem EU-Beitritt und der europäischen Währungsunion beschäftigt, fungierte als deren Chronist und Schriftführer und betrieb die Webseite bzw. den Blog der Organisation. Er selbst erklärte die Tätigkeit des Föhrenberg-Kreises für beendet und veröffentlicht seither global- und finanzwirtschaftliche Themen in einem Nachfolge-Blog.
Als Unternehmensberater begleitete er unter anderem Firmen wie Fischer Ski, Kraus Maffei und MIBA in Transformationsprojekten oder im Zuge von Interim-Management – Mandaten und verarbeitet/verwendet die Aufgabenstellungen daraus auch in seiner Lehrtätigkeit.

## Privates
Karner ist verheiratet, hat drei erwachsene Kinder und lebt in Kaltenleutgeben bei Wien.